# Pseudogobiopsis tigrellus
Pseudogobiopsis tigrellus је зракоперка из реда Perciformes и фамилије Gobiidae. 

## Угроженост
Подаци о распрострањености ове врсте су недовољни.

## Распрострањење
Ареал врсте је ограничен на једну државу. 
Индонезија је једино познато природно станиште врсте.

## Станиште
Станиште врсте су слатководна подручја. 